# Халл, Паулина
Паулина Халл (норв. Pauline Hall; 2 августа 1890, Хамар — 24 января 1969, Осло) — норвежский композитор и музыкальный критик.
В 1909—1914 гг. изучала композицию в Осло с перерывом в 1912—1913 гг. на пребывание в Париже. Влияние французской музыки (прежде всего, Дебюсси и Равеля) и вообще французской культуры стало для Халл определяющим: так, одно из важнейших её сочинений — «Верленовская сюита» для оркестра (1929).
На протяжении многих лет выступала также как музыкальный обозреватель «Dagbladet» — одной из крупнейших газет Норвегии.
В 1938 г. основала и возглавила норвежское Общество новой музыки (норв. Ny Musikk) — национальную секцию Международного общества современной музыки, — и руководила им до 1961 г. В 1952—1953 гг. президент Международного общества современной музыки.